# Arturo Michelini
Arturo Michelini (Florencia, 17 de febrero de 1909 - Roma, 15 de marzo de 1969) fue un político fascista italiano.
Se acercó al fascismo durante la guerra civil española (1936-1939) y participó en la misma apoyando a las tropas de Francisco Franco. A su vuelta, fue nombrado vicesecretario del Partido Nacional Fascista de Benito Mussolini. Tras el Armisticio de Cassibile apoyó la República Social Italiana y al final de la Segunda Guerra Mundial fue uno de los fundadores del Movimiento Social Italiano.